# Prekopčelica
Prekopčelica (en serbe cyrillique : Прекопчелица) est un village de Serbie situé dans la municipalité de Lebane, district de Jablanica. Au recensement de 2011, il comptait 391 habitants.

## Démographie
| 1948 | 1953 | 1961 | 1971 | 1981 | 1991 | 2002 | 2011 |
| ---- | ---- | ---- | ---- | ---- | ---- | ---- | ---- |
| 869  | 949  | 876  | 795  | 691  | 615  | 508  | 391  |

|  |